# Juha Tiainen
Juha Tiainen (né le 5 décembre 1955 à Uukuniemi – mort le 28 avril 2003 à Lappeenranta) est un ancien athlète finlandais, spécialiste du lancer du marteau.

## Carrière
Champion olympique en 1984, il bat la même année son record personnel, avec un lancer à 81,52 m à Tampere.

## Palmarès

### Jeux olympiques d'été
- Athlétisme aux Jeux olympiques de 1984 à Los Angeles,  États-Unis
  -  Médaille d'or du lancer du marteau (78,08 m)